# Ordine al merito aeronautico (Repubblica Dominicana)
L'ordine al merito aeronautico è un ordine cavalleresco dominicano.
È stato fondato il 3 agosto 1952 dal presidente Rafael Leónidas Trujillo.

## Divisioni e classi
L'ordine è suddiviso in tre divisioni:
- per il combattimento o il servizio in guerra
- per il servizio lungo e fedele
- per altro servizio

Le divisioni sono divise nelle seguenti classi di benemerenza che danno diritto al post-nominale M.A.
- I classe: generali
- II classe: ufficiali superiori
- III classe: ufficiali inferiori
- IV classe: sottufficiali

## Insegne
- I  nastri cambiano a seconda della divisione.